# Interfaccia neurale

Interfaccia neurale (BCI, Brain-Computer Interface).

Un'interfaccia neurale, nota anche con il termine inglese Brain-computer interface (BCI, letteralmente "interfaccia cervello-computer"), è un mezzo di comunicazione diretto tra un cervello (o più in generale parti funzionali del sistema nervoso centrale) e un dispositivo esterno quale, ad esempio, un computer. Nelle classiche BCI mono-direzionali, il dispositivo esterno riceve comandi direttamente da segnali derivanti dall'attività cerebrale, quali ad esempio il segnale elettroencefalografico. Le interfacce neurali monodirezionali rappresentano quindi la funzione complementare a quella delle neuroprotesi, che invece sono dedicate tipicamente al sistema nervoso periferico. Le BCI bi-direzionali combinano il descritto canale di comunicazione con una linea di ritorno che permetterebbe lo scambio di informazioni tra il dispositivo esterno e il cervello.
Nel contesto dell'ingegneria biomedica e della neuroingegneria, il ruolo svolto dalle BCI è nella direzione di sistemi di supporto funzionale e ausilio per persone con disabilità. L'acquisizione e l'interpretazione di segnali elettroencefalografici è stata utilizzata con successo per comandare il movimento di una sedia a rotelle su percorsi predefiniti, o la sintesi vocale di un set definito di parole. Applicazioni nel campo della domotica sono in fase di studio.

## Applicazioni alla nanoscala
Le interfacce neurali che si basano sulla conduzione elettrica consistono generalmente in una serie di elettrodi a contatto diretto con il tessuto nervoso. Questi strumenti hanno permesso una migliore conoscenza delle malattie neurologiche e, in molti casi, la possibilità di trattare queste condizioni patologiche con il fine di curare o quanto meno alleviare i sintomi che si ripercuotono sul paziente. Esempi di applicazioni in ambito clinico di questi strumenti includono le protesi cocleari, la stimolazione cerebrale profonda (DBS) e le protesi motorie. In tutti questi casi la direzione della ricerca consiste nella riduzione della dimensione delle interfacce bioelettriche per minimizzare il danno al tessuto nervoso e massimizzare la selettività, ed è in questo campo che trovano applicazione le nanotecnologie.

### Dimensioni e proprietà elettriche
Generalmente le dimensioni degli elettrodi variano da alcuni micrometri fino al millimetro, ad esempio l’area di contatto di ogni elettrodo per la DBS è approssimativamente 6 mm2, una dimensione di diversi ordini di grandezza maggiore rispetto alla dimensione delle cellule che vanno a stimolare. Questa differenza di estensione è causa di effetti collaterali associati alla deep-brain stimulation per disordini motori, quali ad esempio la difficoltà di parola. Per interfacce a scopo di monitoraggio di segnali elettrici si ha che il rumore termico del segnale registrato è proporzionale alla radice quadrata della componente resistiva dell’impedenza, si ha dunque difficoltà nella rilevazione dei singoli segnali elettrici e a distinguerli dal rumore di fondo. Per questi motivi la ricerca è indirizzata verso la deposizione di film come ossido di iridio o polimeri conduttivi, in modo da ridurre l’impedenza degli elettrodi, e sullo sviluppo di nanostrutture in grado di condurre e interfacciarsi anche con il singolo neurone.

### Nanotubi come interfacce bioelettriche
I nanotubi di carbonio denominati anche più brevemente CNT (carbon nanotubes) hanno dimostrato in questi anni una notevole importanza nel settore biomedico grazie alle loro proprietà elettriche, termiche e meccaniche. In particolare nell’ambito della Neurologia sono stati studiati principalmente per le loro caratteristiche elettriche e dimensioni che li rendono capaci di interagire con un singolo neurone e di trasmettere al contempo segnali elettrici. Essi si dividono in più classi: single-walled ("a parete singola"), double-walled ("a parete doppia") e multi-walled ("a più pareti"). I single-walled hanno forma cilindrica e spessore della parete di un solo atomo, i double- e multi- hanno pareti dello spessore di due o più atomi rispettivamente, il loro costo è minore ma presentano caratteristiche tecnologiche (quali la capacità di adesione delle cellule) inferiori ai single-walled.  Una dimostrazione della loro importanza come interfacce bioelettriche è data dagli elettrodi rivestiti di CNT che dimostrano elevate capacità elettriche specifiche e permettono di essere utilizzate come supercondensatori con impedenza ridotta. Infine dimostrano di possedere un’elevata densità di carica, superiore a molti tipi diversi di elettrodi. 
In quanto a biocompatibilità si sono svolte numerose ricerche per comprendere in che modo i CNT reagiscano ai vari tessuti che potrebbero incontrare nel corpo umano. In particolare queste ricerche si sono basate sul confronto tra i CNT e altri substrati di crescita quali vetro o plastiche, andando a rapportare lo sviluppo, la proliferazione, l’adesione e delle cellule del tessuto nervoso.
Numerosi gruppi hanno dimostrato le capacità di “tappeti” (mats) di CNT, depositati su diversi substrati, di permettere la crescita di neuroni primari dell’ippocampo e della corteccia di alcuni topi rilevando al contempo l’importanza della funzionalizzazione dei nanotubi. Tuttavia, nonostante le prove di biocompatibilità in vitro, sono stati osservati diversi casi di stress ossidativi che possono portare a fenomeni infiammatori che di fatto portano a ridurre e ad annullare le capacità elettriche dei CNT, limitandone il loro utilizzo in interfacce neurali che devono permanere a tempo indefinito nel tessuto nervoso.

### Mesh-deposited CNT
I CNT hanno dimostrato di essere in grado di formare dei semplici accoppiamenti resistivi con l’ambiente extracellulare, nonostante alcuni studi abbiano portato a sviluppare una teoria di accoppiamento più complessa basata su un accoppiamento resistivo maggiormente diretto con l’interno della cellula e i CNT del substrato, (le interazioni tra membrana cellulare e CNT sono ancora in fase di studio). Lo sviluppo in particolare in quest’ambito è stato portato avanti attraverso la elettrodeposizione di una mesh di CNT su siti specifici di alcuni microelettrodi basati su una struttura planare di ossido di indio-stagno, dimostrando notevoli miglioramenti nella misurazione di differenze di potenziale sia in vivo che in vitro. La presenza dei CNT come coating ha ridotto significativamente l’impedenza e i livelli di rumore durante la misurazione e la stimolazione delle cellule della corteccia motoria di topo. 
Da notare inoltre che le procedure di coating con le mesh di CNT, che includono deposizione elettrochimica, modificazione covalente ed elettropolimerizzazione di polimeri conduttivi possono essere condotte a temperatura ambiente attraverso substrati metallici tipicamente usati in esperimenti di registrazione neurofisiologica.

### CNT allineati verticalmente
Rispetto alla disposizione a mesh descritta precedentemente, la configurazione di CNT allineati verticalmente presenta diversi vantaggi, quali ad esempio una migliore interfaccia con cellule e tessuti tramite una struttura maggiormente tridimensionale. Per ottenere questa disposizione dei nanotubi si sono preparati dei substrati con siti attivati creati fotolitograficamente sui quali sono stati fatti crescere CNT fino a 10 micrometri tramite Deposizione chimica da vapore. Inoltre successivi studi hanno dimostrato come tramite l’utilizzo di polimeri, quali polipirrolo, fosse possibile stabilizzare la struttura anche in ambiente acquoso costituendo un substrato adatto alla crescita neuronale e dei neuriti, che si sono sviluppati tra i nanotubi.

## Prospettive future
I progressi fatti finora con gli elettrodi basati sui CNT implicano delle notevoli potenzialità di interfaccia con il sistema nervoso (un esempio potrebbe essere la neurorealtà, un tipo ipotetico di realtà virtuale). Oltre alle migliori capacità di registrazione e stimolazione elettrica, i CNT offrono la possibilità di investigare la presenza di neurotrasmettitori ossidabili (tramite “voltammetric detection”) come la dopamina, il che potrebbe essere la base per un sistema di controllo attivo nell’ambito terapeutico (ad esempio malattia di Parkinson). In tal modo i nanotubi di carbonio sembrano essere un promettente strumento per il passaggio dalla ricerca alla terapia medica.